# Koaxialrotor

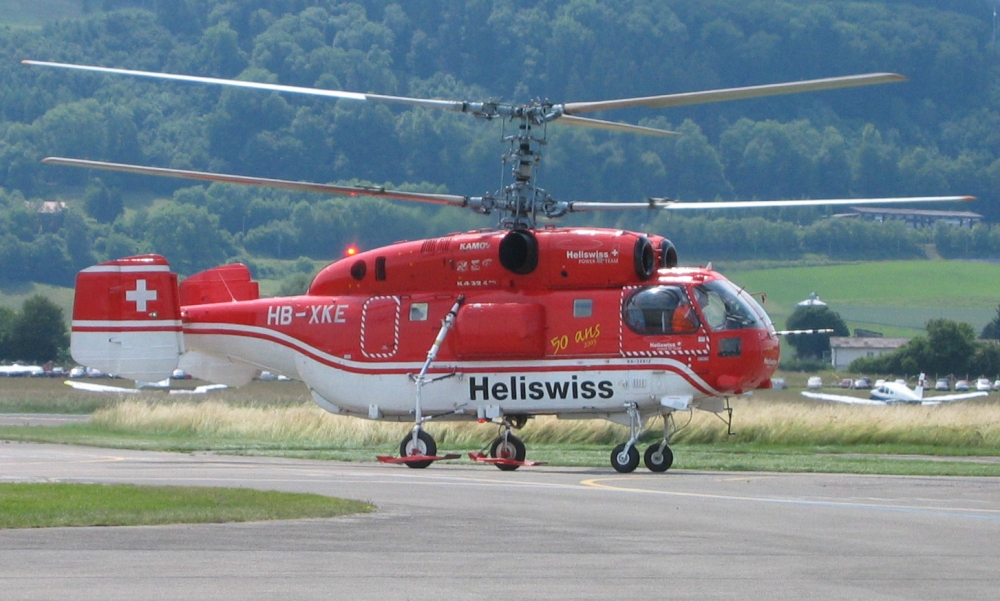
Kamow Ka-32 im Flughafen Bern.

Koaxialrotor in Bewegung

Ein Koaxialrotor ist eine Rotor-Anordnung von Hubschraubern, bei der zwei gegenläufig drehende Hauptrotoren übereinander in einer Drehachse angeordnet sind. Durch die sich aufhebenden Drehmomente kann auf einen Heckrotor verzichtet werden.

## Verwendung
Ein 1910 patentiertes und 1924 gebautes Modell war die spanische Libélula Viblandi.

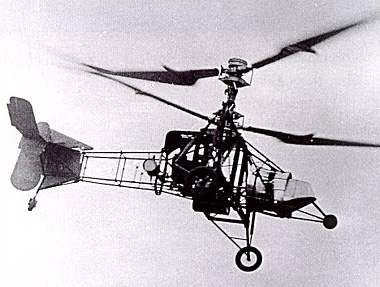
Gyroplane-Laboratoire von 1933.

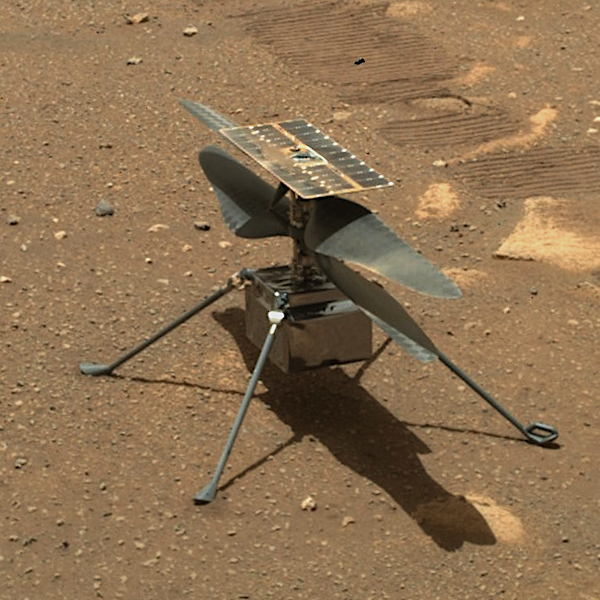
Helikopterdrohne Ingenuity

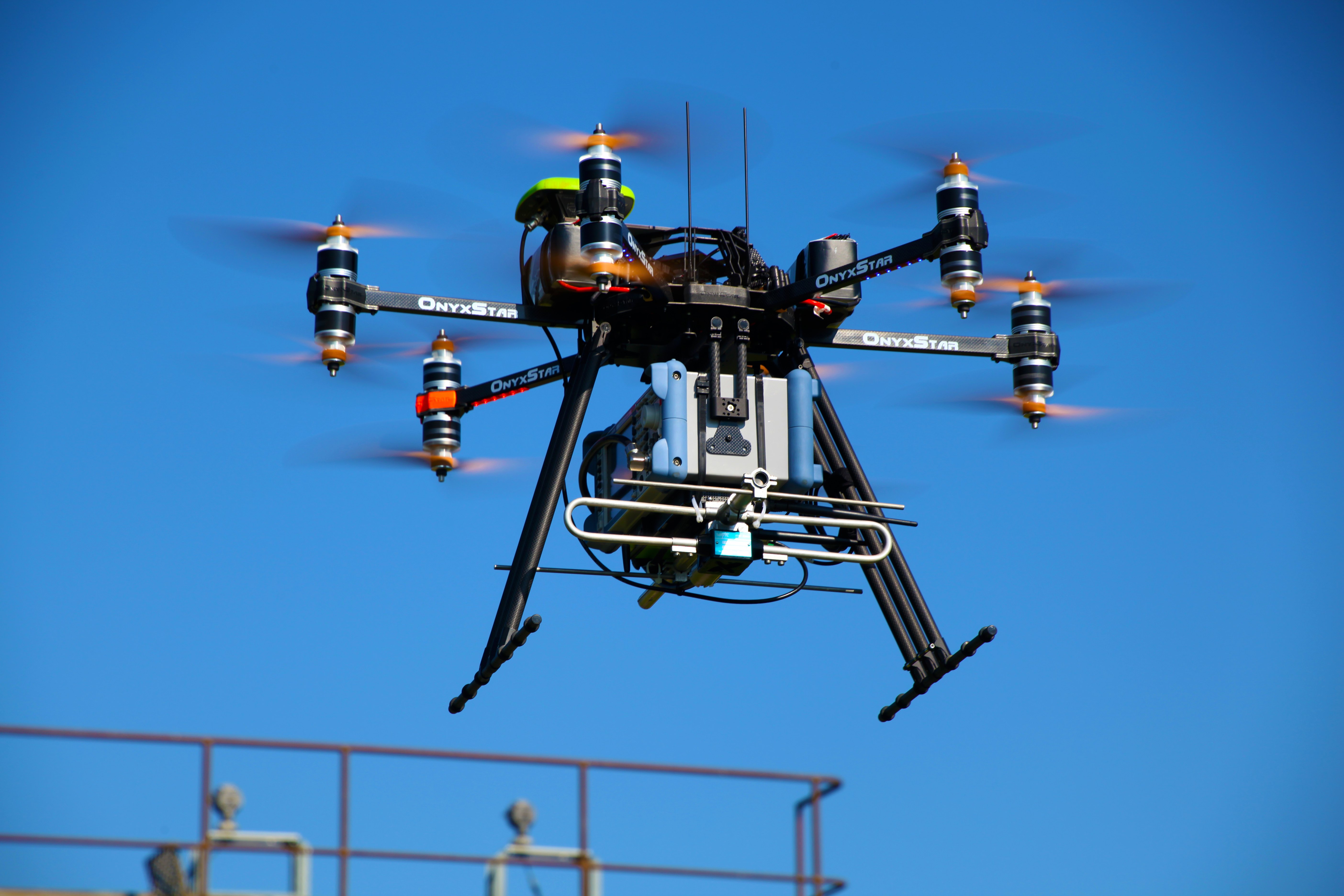
Hexacopter OnyxStar HYDRA-12

Zu Beginn der Entwicklung von Hubschraubern wurde das Koaxialsystem häufig eingesetzt, da man sich davon die höchste Effizienz versprach, so beim Gyroplane-Laboratoire von 1933.
Die Mehrzahl der produzierten Koaxial-Hubschrauber kommt heute vom russischen Hersteller Kamow, der sich auf diese Bauweise spezialisiert hat. Einige Typen werden auch im deutschsprachigen Raum als „Kran“ für präzise Installationen eingesetzt, z. B. von Masten, Antennen oder Seilbahnanlagen. Kamow produziert(e) unter anderem
- Kamow Ka-8 „Fliegendes Motorrad“
- Kamow Ka-10 NATO-Codename: „Hat“
- Kamow Ka-15 NATO-Codename: „Hen“
- Kamow Ka-18 NATO-Codename: „Hog“
- Kamow Ka-20 NATO-Codename: „Harp“
- Kamow Ka-25 NATO-Codename: „Hormone“
- Kamow Ka-26 NATO-Codename: „Hoodlum“
- Kamow Ka-27 NATO-Codename: „Helix A+D“
- Kamow Ka-28 NATO-Codename: „Helix“
- Kamow Ka-29 NATO-Codename: „Helix-B“
- Kamow Ka-31 NATO-Codename: „Helix“
- Kamow Ka-32 NATO-Codename: „Helix-C“
- Kamow Ka-37 Drohne
- Kamow Ka-50 NATO-Codename: „Hokum A“
- Kamow Ka-50-2 Erdogan
- Kamow Ka-52 Alligator
- Kamow Ka-56 Osa / Wasp (Einmann-Mini-Hubschrauber)
- Kamow Ka-92, Konzeptdesign eines Flugschraubers
- Kamow Ka-115
- Kamow Ka-126
- Kamow Ka-137 Drohne
- Kamow Ka-226

In letzter Zeit findet das Koaxialrotor-Prinzip dank neuartiger Materialien und Produktionsmöglichkeiten wieder größeres Interesse der Hersteller. Sikorsky baute den Sikorsky X2 (Erstflug 2008). Der X2 hat einen zusätzlichen Schubpropeller am Heck, der dem Flugschrauber eine Geschwindigkeit von bis zu rund 460 km/h ermöglicht. Auch der Mars-Helikopter Ingenuity beruht auf diesem System.

## Funktionsweise

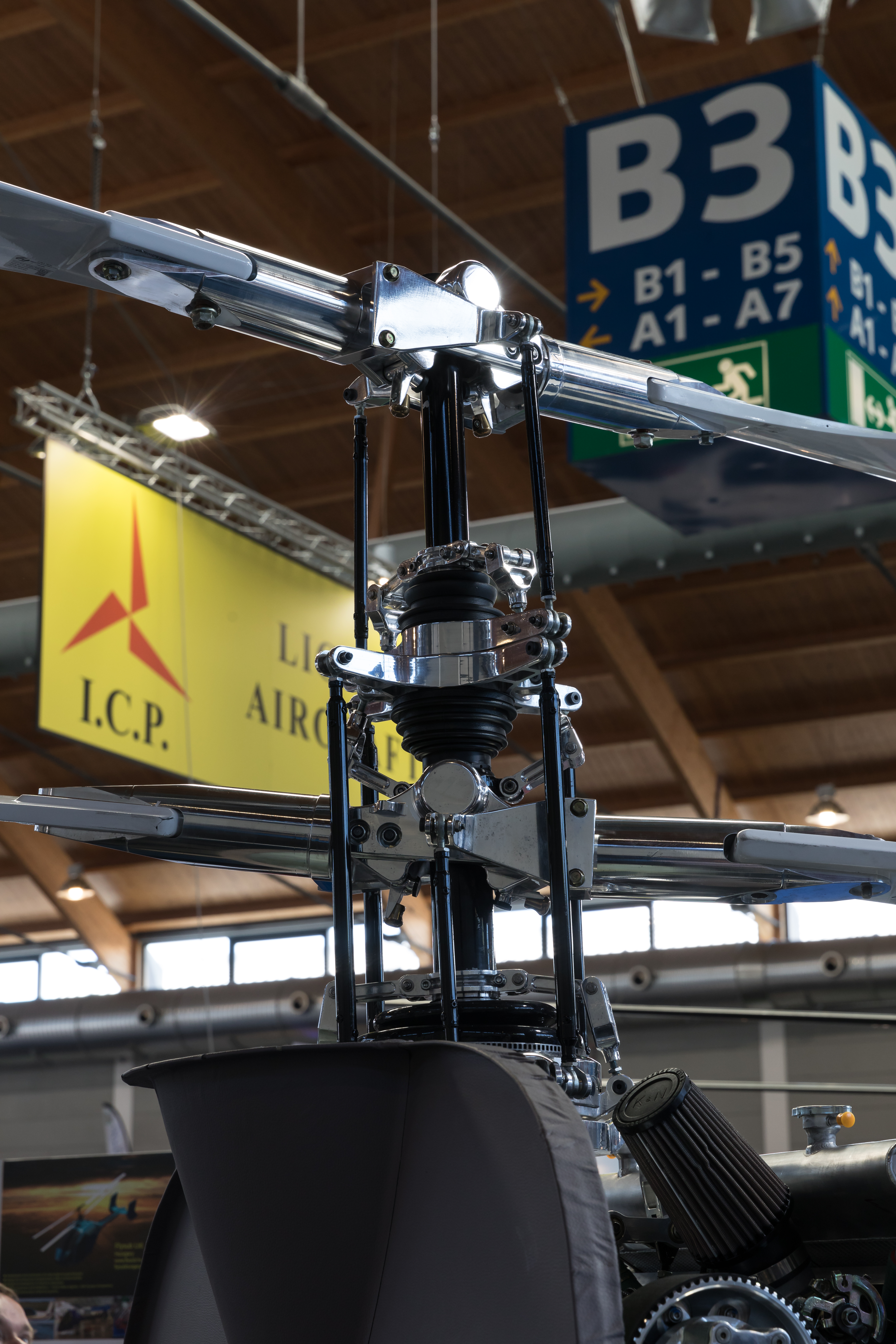
Rotorkopf eines Koaxialrotors

Der untere Rotor wird durch eine Hohlwelle angetrieben, darin läuft die zweite Antriebswelle zum oberen, gegenläufigen Rotor. Die beiden Rotorebenen werden über Steuerstangen zu den jeweiligen Blatthaltern angesteuert, um den Anstellwinkel der Rotorblätter während des Umlaufes verstellen zu können. Die Steuergestänge für den oberen Rotor müssen aber von einer zweiten Taumelscheibe zwischen den Rotorebenen, die von der Haupttaumelscheibe über gesonderte Gestänge mitbetätigt wird, angelenkt werden, um der gegenläufigen Drehrichtung Rechnung zu tragen (siehe Bild der Kamow Ka-32 im Artikel). Alternativ können elektrische oder hydraulische Leitungen in der Welle hochlaufen und den oberen Rotorkopf mittels Servos ansteuern.
Der Flug um die Nick- und Roll-Achse wird wie bei Einzelrotoren über die zyklische Blattverstellung (siehe Taumelscheibe) gesteuert. Die Drehung um die Hochachse (Gierachse) wird jedoch durch eine zwischen den Rotoren gegensinnige kollektive Blattverstellung erreicht, so dass der eine Rotor durch einen höheren Anstellwinkel mehr Auftrieb erzeugt, was einen höheren Luftwiderstand induziert, somit mehr (Gegen-)Drehmoment auf den Rumpf überträgt und damit das gewünschte Gieren erzeugt. Da der andere Rotor mit proportional weniger Anstellwinkel weniger Gegendrehmoment, Widerstand und auch weniger Auftrieb erzeugt, wird der Gesamtauftrieb durch diese Weise der Giersteuerung nicht verändert und der Hubschrauber behält weitgehend die Flughöhe bei.
- Ein Vorteil dieser Bauweise gegenüber der gängigen Heckrotor-Konfiguration besteht darin, dass kein gesonderter Drehmomentausgleich notwendig ist, weil sich die Momente der beiden Rotoren aufheben. Das Gegendrehmoment, welches in einem Heckrotor erzeugt wird, beansprucht Antriebsleistung, welche nicht zur Auftriebserzeugung und damit Nutzlast bzw. Dienstgipfelhöhe zur Verfügung steht.

- Ferner steigt aus demselben Grund die Reichweite.

- Das System ermöglicht so einen besonders ruhigen Schwebeflug, da kein Drift – eine seitliche Schubkomponente des Heckrotors, die mittels Rollsteuerung auszugleichen wäre – auftritt (siehe auch Abdrift).

Auch kann die volle Motorleistung in Auftrieb umgesetzt werden.
- Der Nachteil dieser Bauweise ist der höhere Bau- und Wartungsaufwand für die zwei Rotorköpfe mit der aufwändigeren Ansteuerung des oberen Rotors und das Getriebe. Die Verbreitung des Koaxial-Systems wird durch die höheren Kosten (und möglicherweise kürzere Wartungsintervalle) begrenzt.

## Modell-Koaxial-Hubschrauber

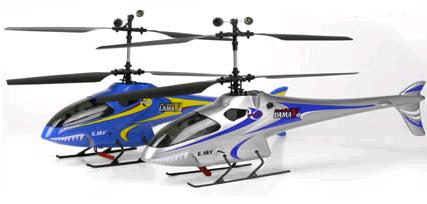
Modellhubschrauber mit Koaxialrotoren, fester Blattanstellwinkel

Bei Modellhubschraubern wird heutzutage eine einfachere Variante des Koaxialrotors mit festem Blattanstellwinkel benutzt, da die fehlende Drift und die hohe Eigenstabilität einen Betrieb auf begrenztem Raum oder in Innenräumen erleichtert. Um die Gierachse wird über das Verhältnis der Drehzahl der zwei elektronisch geregelten Elektromotoren gesteuert, die jeweils einen der beiden gegenläufigen Rotoren antreiben.
Auf die obere Taumelscheibe kann durch die tiefe Schwerpunktlage, den großen Abstand der Rotorebenen und auch wegen der Verwendung einer Stabilisatorstange am oberen Rotorkopf verzichtet werden; die Bauweise ist damit kosten- und gewichtssparend.

## Weitere Mehrrotor-Systeme
Andere Hubschrauber-Systeme mit Doppelrotor sind die Tandem-Konfiguration, transversale Rotoren und der Flettner-Doppelrotor.